# Камарго Барбоса, Даниэль
Даниэ́ль Кама́рго Барбо́са (исп. Daniel Camargo Barbosa; 22 января 1930 — 13 ноября 1994) — колумбийский серийный убийца и насильник, уличный торговец, изнасиловавший и убивший не менее 72 женщин на территории Колумбии и Эквадора.

## Детство и жизнь до убийств
Родился Барбоса 22 января 1930 года. Его мать умерла, когда он был ещё маленьким, а отец никаких чувств к сыну не проявлял. Его мачеха издевалась над ребёнком, а также одевала в женскую одежду. 24 мая 1958 года Даниэль оказался в тюрьме в Боготе за кражу.
Камарго женился на женщине по имени Алсира, и имел двоих детей. Однако он был влюблен в другую женщину по имени Эсперанса, 28 лет, на которой он собирался жениться, однако узнал, что она не была девственницей, что глубоко повлияло на его мнение. Он с Эсперансой заключил соглашение, что согласится жить с ней, если она будет помогать ему заманивать девушек-девственниц для изнасилований. С этого момента Даниэль вступил в преступный сговор с Эсперансой и она стала его соучастницей в совершении преступлений, таким образом, она приглашала домой девушек под ложными предлогами, а затем подсыпала им снотворное, для того, чтобы Камарго мог их насиловать. Таким образом Камарго совершил пять изнасилований, но ни одну из девушек не убил, при этом пятая жертва сообщила в полицию о том, что с ней произошло. Камарго и Эсперанса были арестованы и помещены в разные тюрьмы. Камарго был осужден за изнасилование 10 апреля 1964 года, изначально его приговорили к трём годам лишения свободы, а позже и к восьми.

## Убийства
Отбыв наказание, Барбоса работал уличным торговцем. Однажды Барбоса похитил и изнасиловал девочку 9 лет, и убил, чтобы она не рассказала ничего полиции. 3 мая 1974 года был арестован в Барранкилье, Колумбия. Он признался в убийствах более 80 человек, но был обвинен только в убийстве одной девочки и получил 25 лет тюрьмы, и был отправлен на остров Горгона 24 декабря 1977 года.
В ноябре 1984 Камарго совершил побег с острова, используя лодку. Власти предполагали, что он умер в море, а пресса сообщила о том, что преступника съели акулы. На самом же деле Барбоса прибыл в Кито, Эквадор. Приехал на автобусе в Гуаякиль 5 декабря 1984, а 18-го декабря похитил 9-летнюю девочку. На следующий день похитил ещё одну девочку.
В период с 1984 по 1986 Барбоса совершил 54 изнасилования и убийства. Камарго спал на улицах и получал деньги, продавая вещи жертв. Барбоса прикидывался иностранцем, который ищет протестантского пастора на окраине города и должен ему крупную сумму денег. Выбирал в качестве жертв девушек, искавших работу.
Уводя девушку в лес, он утверждал, что ищет короткий путь, и, если это вызывало подозрение, не препятствовал девушке уйти. Других же Барбоса насиловал, душил, и наносил удары своим мачете, если жертва сопротивлялась. Расправившись с жертвой, он бросал тело в лесу на растерзание падальщикам.

## Арест, наказание, и смерть
26 февраля 1986 года в Кито Камарго был задержан двумя полицейскими всего через несколько минут после того, как он убил 9-летнюю девочку по имени Элизабет. Полицейские патрулировали на высоте проспекта Лос-Граон, Камарго показался подозрительным, и они обнаружили у Даниэля мешок с окровавленной одеждой и частями тела убитой жертвы, кроме этого, при нём была книга Фёдора Достоевского «Преступление и наказание». Преступник был взят под стражу, а затем отправлен в Гуаякиль для установления личности. При аресте он назвал себя Мануэлем Солисом Булгарином, но одна из выживших его жертв впоследствии опознала его.
Камарго признался в убийстве 72 девушек в Эквадоре, совершенных после того, как он сбежал из колумбийской тюрьмы. Также показал места, где были оставленные им расчленённые тела жертв. Хоть Камарго и рассказал колумбийским властям о местоположении тел своих жертв, а также поведал о способах совершения преступлений, он ни разу не проявил чувства раскаяния. После изнасилования девушек Барбоса рубил и кромсал на части их тела своим мачете. Камарго с цинизмом заявил, что ему нравились девственницы, «потому что они плакали», и при этом он сообщил, что убивал женщин, потому что он ненавидел их и не считал теми, кем должны быть настоящие женщины.
В июне 1986 года Франсиско Фебресу Кордеро, журналисту газеты «Hoy» («Сегодня»), удалось устроить интервью с Камарго. Было трудно получить интервью из-за запрета полиции, блокирующей весь доступ к убийце, а также заключённый требовал крупную сумму денег за дачу своего интервью. Журналист представился психологом и ему разрешили доступ к Камарго, позволяя задать вопросы и не вызывая никаких подозрений у сотрудников полиции. Фебрес Кордеро описал его как очень умного, «Он имел ответ для всего и смог говорить о Боге и дьяволе одинаково». Начитанный Камарго процитировал многих философов и психологов. Практически образование и знания Камарго получил в местах лишения свободы. Также Камарго в тюрьме занимался спортом, в тюрьме он научился нырять и играть в пинг-понг, любил играть в футбол и баскетбол. Физически он выглядел худым и маленьким, курил.
Даниэль был осуждён в 1989 к 16 годам лишения свободы. Это был максимально установленный срок для наказания в Эквадоре. Сидя в тюрьме, Камарго заявил, что принял христианство. Вместе с ним отбывал срок Педро Алонсо Лопес (получивший кличку «чудовище Анд»), изнасиловавший и убивший около 300 девушек в Колумбии, Эквадоре и Перу.
13 ноября 1994 года Камарго был зарезан в тюрьме Джованни Ногерой, который оказался племянником одной из жертв. Ему было 64 года на момент смерти.